# KPMG
KPMG este o retea de firme de consultanță și audit cu o cifră de afaceri de 28,96 miliarde $ în anul fiscal 2018.
Reteaua de firme este prezentă în 153 de țări.
Compania face parte din grupul celor mai mari patru firme de audit din lume numit Big Four, alături de PricewaterhouseCoopers, Ernst & Young și Deloitte Touche Tohmatsu.
Număr de angajați la nivel global în 2019: 207.000
Cifra de afaceri la nivel global în anul fiscal 2018: 28,96 miliarde USD

## KPMG în România
KPMG și-a început activitatea pe piața din România în 1994.
În prezent își desfășoară activitatea prin intermediul unei rețele de cinci birouri situate în București, Cluj-Napoca, Timișoara, Iași și Constanța.
KPMG în România are în prezent peste 850 de angajați, atât cetățeni români, cât și străini (expatriați).
În anul 2007, KPMG în România s-a clasat pe locul întâi în Top Capital 100 de Companii pentru care să lucrezi.

## Conducere
KPMG în România are 19 parteneri, conduși de Ramona Jurubiță, Country Managing Partner. 